# Santa Llogaia de Parets
Santa Llogaia de Parets o de Parets de Baix és una església de Vilademuls (Pla de l'Estany) protegida com a Bé Cultural d'Interès Local.

## Descripció
L'església actual és obra del segle xviii. És més gran que la primitiva església romànica i orientada en sentit oposat, puix que l’absis mira a ponent.

## Història
La primera referència a l'església és del 29 de setembre de 958 en el testament del clergue Adalbert. L’any 1019 en la relació de donacions que la comtessa Ermessenda i el comte Berenguer feren al bisbe Pere Roger de Girona, hi ha l”‘ecclesiae Sanctae Leocadiae de Parietibus“. Es tractava, per tant, d’una església dedicada a santa Llogaia, era petita i d'estil romànic. Al mur sud de l’actual, s’hi poden distingir restes de l’antic campanar d’espadanya. Aquest temple va ser destruït pels francesos amb motiu de les diverses invasions per les terres de l’Empordà i de l'estat espanyol els segles XVII i XVIII. Cal tenir present que, amb ocasió de la Guerra Gran (1793-1795), la frontera franco-hispànica va ser delimitada durant un temps pel riu Fluvià. La revolució del 1936 destruí enterament l’interior de l'església. Es reconstruí l’altar major aprofitant les peces d’una columna del segle XVII procedents de l’antiga sala de la casa Geli, i es pogueren salvar la veracreu, la bacina de plata, l’arxiu parroquial i riquíssims ornaments del segle xviii que recorden l'esplendor de la parròquia.(www.vilademuls.cat)